# سینما بهمن خوراسگان
سینما بهمن خوراسگان یک سالن سینمایی در شهر اصفهان و کشور ایران است که در شرق این شهر و در منطقه ۱۵ شهرداری این شهر واقع شده‌است. این منطقه درگذشته با نام شهر خوراسگان، به عنوان شهری مستقل از شهر اصفهان و از توابع آن به حساب می‌آمد. مردم منطقه هنوز برای اشاره به آن از نام خوراسگان استفاده می‌کنند.

## ساخت و احداث
در سال ۱۳۹۶ مؤسسه فرهنگی تبلیغاتی بهمن سبز که از زیر مجموعه‌های حوزه هنری است؛ همزمان با شروع عملیات نوسازی پردیس سینمایی ساحل اصفهان احداث این سینما را در شرق اصفهان و در منطقه خوراسگان شروع کرد.
محمود کاظمی مدیر عامل مؤسسه «بهمن سبز» در تاریخ ۲۷ آبان ۱۳۹۷ در مصاحبه‌ای با خبرگزاری مهر اعلام کرد احتمالاً افتتاحیه سینما بهمن خوراسگان و پردیس سینمایی ساحل اصفهان در یک روز خواهد بود و آیین افتتاحیه احتمالاً در اواخر آذرماه ۱۳۹۷ برگزار خواهد شد.
در روز ۲۹ آبان ۱۳۹۷ مدیر کل اداره فرهنگ و ارشاد اسلامی استان اصفهان و شیرین طغیانی عضو شورای اسلامی شهر اصفهان در بازدید از روند اجرایی ساخت سینما بهمن خوراسگان، به همراه جمعی از مدیران مسئولان بازدید کردند. در این دیدار مسعود قاسمی مدیر منطقه ۱۵ شهرداری اصفهان، از افتتاح سینما بهمن خوراسگان به عنوان گامی در جهت «تحقق عدالت فرهنگی» نام برد.
افتتاح سینما بهمن خوراسگان در ۶ آذرماه ۱۳۹۷ اتفاق افتاد و از آن زمان به بعد با اکران فیلم‌های روز سینمای ایران در حال ارائه خدمت به شهروندان است.

## امکانات و سالن‌ها
سینما بهمن خوراسگان یک سالن با ظرفیت ۳۲۰ صندلی دارد. 
- خوراسگان
- پردیس سینمایی ساحل